# Vilddjuren
Vilddjuren (engelska: The Wild) är en amerikansk-kanadensisk animerad film från 2006. Den hade först biopremiär i Israel den 6 april 2006. Filmen skapades av C.O.R.E Feature Animation och distribuerad av Walt Disney Pictures. 

## Handling
Lejonet Samson bor tillsammans med sin son Ruben i djurparken i Central Park. Ruben är inspirerad av sin fars historier om hur livet var i vildmarken och försöker hela tiden vara som Samson. Men Ruben blir förtvivlad på grund av sin oförmåga att ryta, så på sin fritid brukar han sitta och tjura i ett träd. När han ser de "Gröna lådorna" (som är varucontainrar för djur), går han dit på upptäcktsfärd, men blir fast när dörren stängs. Samson hör sin sons rop på hjälp och försöker desperat stoppa lastbilen som kör iväg, men kommer för sent. Han tar sina vänner till hjälp, ekorren Benny, giraffen Birgit, anakondan Lasse och koalan Nille, och följer efter lastbilen i en sopbil. Med koordinater från några duvor så lyckas gänget hitta till hamnen nära Frihetsgudinnan, efter att de stött på tre hundar med rabies och två alligatorer som visar dem vägen i kloakerna. De märker att Ruben är ombord på ett lastfartyg med destination Afrika. Gänget försöker hoppa på skeppet men kommer för sent. Då råkar de hamna på en liten båt och skrämmer föraren med Samsons hjälp. Samson tar över rodret men är osäker på hur man styr, men kommer på det snabbt.
Gänget följer skeppet ända vägen till Afrika där de får syn på en massa djur som evakueras från en vulkan som snart kommer att få ett utbrott. Ruben, som kommer ut ur sin container, skrämmer alla djuren och flyr in i djungeln. Samson och de andra följer efter, men tappar bort honom. Benny, Birgit, Lasse och Nille får reda på att Samson aldrig växt upp i vildmarken efter att han inte kunnat äta en klippgrävling och Samson försvinner för att hitta sin son alldeles själv. Han upptäcker att omgivningen ändrar färg och han tror att det är hans instinkter. Nu är det bara fyra av vännerna kvar och Benny tar befälet när de går tillbaka till skeppet. Men då försvinner Nille också, och Benny, Lasse och Birgit blir attackerade av en grupp rovgiriga gnuer. En av dem, Blag, kallar Birgit för "konstiga knän" och Benny anfaller med en pinne. Men Blag knockar honom och Lasse och Birgit tas till fånga av gnuerna.
Nille vaknar upp efter att han blivit kidnappad av gnuerna. Han upptäcker en hel hjord med gnuer inuti vulkanen som dyrkar en nalle (som ser ut som Nille och som han avskyr) som "Den store Han". Han möter Kazar, deras ledare och kröner Nille till kung. Kazar berättar att nallen är ett omen som föll ner från ett flygplan. Han var attackerad av lejon, men nallen landade och sa: "Jag är så kramig och jag gillar dig!" och skrämde iväg lejonen. Kazar vill gå upp i näringskedjan, och han vill inte se sin art krypa i botten av näringskedjan. För att lyckas med det måste de äta ett lejon, vad Nille inte vet. Några gamar berättar att Ruben är i djungeln, och Nille berättar att Samson är där också.
Under tiden söker Ruben skydd på en trädgren, men blir attackerad av gamarna. Han faller ner på marken och sitter fast. Samson hör Rubens rop på hjälp och rusar dit. Samson och Ruben blir till slut återförenade. Då rusar en hjord med gnuer mot dem och Ruben tror att Samson ska slåss. Men till Rubens förvåning så flyr Samson och Ruben följer efter. Samson och Ruben gömmer sig i ett träd och Ruben undrar varför Samson inte slogs. Då berättar Samson sin mörka hemlighet: han har aldrig varit i vildmarken. Istället var han uppväxt på en cirkus. En gång, när Samson var liten, skulle han göra sitt allra sista nummer: att ryta för att skrämma iväg en konstgjord gnu som rusade emot honom. Samson försökte ryta, men kunde inte lämna ifrån sig ett löjligt jamande. Han blev utskrattad, hans far övergav honom och han skickades till djurparken.
Ruben blir förtvivlad för att Samson ljög för honom hela tiden. Men han hinner inte bli det eftersom gnuerna stångar trädet mot en klippkant. Ruben hoppar ner och blir tillfångatagen och Samson blir kvar i trädet som åker över kanten.
Benny vaknar upp under tiden och befinner sig rulla runt av några dyngbaggar. Han jagar bort dem och försöker leta efter de andra. Då hittar han Samson, medvetslös efter fallet. Han vaknar och Benny lyckas övertala honom att han alltid är ett riktigt lejon, oavsett var han kommer ifrån. Samson går med på det och tillsammans, med hjälp av Samsons instinkter, går de iväg för att hitta Ruben och kompisarna. Samsons instinkter visar sig vara två kameleonter och de berättar att Kazar har dem i vulkanen och att han och gnuerna tror att Nille är en gud.
Lasse och Birgit hittar Ruben och de tre förs till "Den store Han", som är Nille. Kazar berättar att de ska äta Lasse, Birgit och Ruben, och Nille gör sitt allra bästa för att distrahera gnuerna att inte äta dem. Då dyker Samson och Benny upp och Kazar och Samson slåss och Samson slår av ena hornet på Kazar. Då använder kompisarna "Det hemliga tricket", genom att binda fast Lasse mellan två stenar så att han fungerar som slangbella. De skjuter iväg en sten som träffar Kazar rakt i huvudet, men det räcker inte. Då skjuter de iväg Ruben just som Kazar ska göra slut på Samson. När Ruben är i luften ryter han för första gången och hoppar på Kazar. Men han blir avkastad och Samson och Ruben blir omringade. Kazar beordrar gnuerna att anfalla, men de vägrar. Blag säger att de är trötta att vara något de inte är. Kazar vässar sitt enda horn och rusar mot Samson, som påminner honom om cirkusnumret. Samson sväljer sin rädsla och gör ett så starkt vrål att Kazar tvingas bakåt mot väggen. Samsons vrål gör så att det börjar mullra och alla flyr mot stranden. Vulkanen får sitt utbrott, och Kazar och nallen blir kvar inuti vulkanen. Alla djuren hoppar på den lilla båten och åker glatt iväg tillbaka till New York.

## Skådespelare (endast röst)
- Kiefer Sutherland - Lejonet Samson
- Jim Belushi - Ekorren Benny
- Greg Cipes - Lejonet Ruben
- Janeane Garofalo - Giraffen Birgit
- Richard Kind - Anakondan Lasse
- Eddie Izzard - Koalan Nille
- William Shatner - Gnun Kazar
- Patrick Warburton - Gnun Plack

## Svenska röster
- Fred Johanson - Lejonet Samson
- Leif Andrée - Ekorren Benny
- Egil Westrin - Lejonet Ruben
- Pia Johansson - Giraffen Birgit
- Ulf Brunnberg - Anakondan Lasse
- Fredde Granberg - Koalan Nille
- Björn Gedda - Gnun Kazar
- Fredrik Hiller - Gnun Plack

## Övriga röster
- Anders "Butta" Börjesson
- Rolf Christianson
- Adam Fietz
- Johan Jern
- Douglas Johansson
- Johan Lejdemyr
- Lawrence Mackrory
- Emma Ramberg
- Norea Sjöquist
- Jessica Strömberg
- Per Svensson
- Mikaela Tidermark
- Magnus Veigas
- Nadja Veigas
- Annika Rynger

### Fotnoter
1. ↑  ”Vilddjuren”. Disneyania. 19 mars 2006. http://www.d-zine.se/filmer/vilddjuren.htm. Läst 20 augusti 2016.